# Гонсало Фернандес де Кордоба
Вижте пояснителната страница за други личности с името Фернандес де Кордоба.
Гонсало Фернандес де Кордоба (31 декември 1585 – 16 февруари 1635), (на испански: Gonzalo Fernández de Córdoba), принц на Маратра (Maratra) е испански военачалник по време на Тридесетгодишната война и военен губернатор на Милано.
Той е участвал в битките при Вимпфен (Wimpfen) и Фльорюс (Fleurus). От 1621 до 1623 г. командва испанските войски в Пфалц, а по-късно и във Фландрия. По време на Войната за Мантуанското наследство (1628-1631) в Мантуанското херцогство (Dukato di Mantova) и маркграфство Монферато (Marchesato del Monferrato), ръководи испанската армия в херцогство Милано.
Губернатор е на Милано от 1625 до 1629 г.
|  | Тази страница частично или изцяло представлява превод на страницата Gonzalo Fernández de Córdoba (1585-1635) в Уикипедия на испански. Оригиналният текст, както и този превод, са защитени от Лиценза „Криейтив Комънс – Признание – Споделяне на споделеното“, а за съдържание, създадено преди юни 2009 година – от Лиценза за свободна документация на ГНУ. Прегледайте историята на редакциите на оригиналната страница, както и на преводната страница, за да видите списъка на съавторите. ВАЖНО: Този шаблон се отнася единствено до авторските права върху съдържанието на статията. Добавянето му не отменя изискването да се посочват конкретни източници на твърденията, които да бъдат благонадеждни. |